# Blanka av Navarra
Blanka av Navarra, född 1226, död 1283, var en hertiginna av Bretagne, gift med hertig Johan I av Bretagne. Hon var dotter till kung Theobald I av Navarra och Agnes av Beajeu. 
Blanka var arvtagare till kungadömet Navarra och grevedömet Champagne, och då hon 1236 vigdes vid Johan I utsågs han till hennes fars tronarvinge genom giftermål. Johan förlorade dock sin ställning som hennes fars tronarvinge när Blankas bror föddes 1239. Blanka grundade 1270 ett kloster i Hennebont, där hon senare begravdes.  